# Federico Vairo
Federico Vairo (Rosario, 27 januari 1930 – Buenos Aires, 7 december 2010) was een Argentijns voetballer. Met River Plate won hij drie titels op rij. 

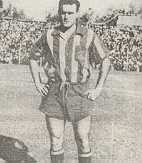

Hij begon zijn carrière in zijn thuisstad Rosario en verkaste in 1954 naar River Plate waar hij een ster werd. Hij werd ook international en stond met zijn elftal op het WK 1958 in Zweden. Hij speelde 41 keer voor de nationale ploeg wat dan een record was dat pas in de jaren negentig verbroken werd. 
Hij overleed in 2010 aan maagkanker. Hij had een jongere broer Juan Vairo, die ook voetballer was en onder andere bij Juventus FC speelde. Hij liet een vrouw, Marta en drie kinderen, Graciela, Daniel en Claudia na. 